# Мемуары (Сен-Симон)
«Мемуары» (фр. Mémoires) — книга воспоминаний французского аристократа Луи де Рувруа, герцога де Сен-Симона, впервые опубликованная полностью в 1818 году (отдельные её части появлялись в печати с 1784 года). «Мемуары» являются ценным источником данных о Франции времён Людовика XIV и Регентства, их относят к литературной классике.

## История текста
Примерно в 1729 году в распоряжении герцога де Сен-Симона оказался дневник его родственника Филиппа Данжо — придворного Людовика XIV, который многие годы вёл записи о повседневной жизни двора. Сен-Симон считал Данжо человеком плохо информированным и лишённым особых способностей, а его дневник по этой причине счёл крайне поверхностным. Сначала он решил записать свои замечания и дополнения, а потом начал писать собственные мемуары, охватывавшие период от своего появления при дворе до конца Регентства. Работа затянулась на 20 лет, и в результате был создан громадный текст со множеством действующих лиц.
После смерти герцога в 1755 году рукопись «Мемуаров» вместе с другими бумагами оказалась в государственном архиве. Известно, что уже там её читали посетители. Отдельные части «Мемуаров» публиковались, начиная с 1784 года. В 1788—1789 годах вышло семитомное издание; известно, что один экземпляр был в библиотеке Стендаля, который завещал его Просперу Мериме. Первое научное издание вышло в 1829—1830 годах. Полные издания достигают громадных размеров: 21, 30 и даже более 40 томов.

## Значение
«Мемуары» Сен-Симона являются ценным источником данных о Франции времён Людовика XIV и Регентства, их относят к классике французской литературы, а их автора — к числу великих французских писателей. По словам исследователя В. Малова, «по мощи таланта и грандиозности сделанного» Сен-Симон стоит в одном ряду с Оноре де Бальзаком и Марселем Прустом.

## Переводы на русский язык
Научно-издательский центр «Ладомир» постепенно создаёт и публикует полный перевод мемуаров Сен-Симона на русский язык. Этот проект рассчитан на несколько десятилетий. Вышли следующие тома:
1. Сен-Симон. Мемуары. 1691 – 1701 / пер. с франц. М.В. Добродеевой, под ред. В.Н. Малова и Л.А. Сифуровой. — Москва: Ладомир, 2007. — 992 с. — (Литературные памятники). — 2000 экз. — ISBN 978-5-86218-476-1.
2. Сен-Симон. Мемуары. 1701 – 1707 / пер. с франц. М.В. Добродеевой, под ред. В.Н. Малова и Л.А. Сифуровой. В 3 книгах. — Москва: Ладомир, 2016. — (Литературные памятники). — 1200 экз. — ISBN 978-5-86218-540-9.
  1. Сен-Симон. Мемуары. 1701—1707 / пер. с франц. М.В. Добродеевой, под ред. В.Н. Малова и Л.А. Сифуровой. В 3 книгах. Книга 1. — Москва: Ладомир, 2016. — (Литературные памятники). — 1200 экз. — ISBN 978-5-86218-540-9. — ISBN 978-5-86218-537-9.
  2. Сен-Симон. Мемуары. 1701—1707 / пер. с франц. М.В. Добродеевой, под ред. В.Н. Малова и Л.А. Сифуровой. В 3 книгах. Книга 2. — Москва: Ладомир, 2016. — (Литературные памятники). — 1200 экз. — ISBN 978-5-86218-540-9. — ISBN 978-5-86218-538-6.
  3. Сен-Симон. Мемуары. 1701—1707 / пер. с франц. М.В. Добродеевой, под ред. В.Н. Малова и Л.А. Сифуровой. В 3 книгах. Книга 2. — Москва: Ладомир, 2016. — (Литературные памятники). — 1200 экз. — ISBN 978-5-86218-540-9. — ISBN 978-5-86218-539-3.
3. Сен-Симон. Мемуары. 1707—1710. В 3 книгах. — Москва: Ладомир, 2024. — (Памятники всемирной литературы). — 500 экз. — ISBN 978-5-86218-640-6.
  1. Сен-Симон. Мемуары. 1707—1710 / пер. с франц. М.В. Добродеевой, изд. подгот. В.Н. Малов, М.В. Добродеева, М.А. Сидоренко, Л.А. Сифурова. В 3 книгах. Книга 1. — Москва: Ладомир, 2024. — (Памятники всемирной литературы). — 500 экз. — ISBN 978-5-86218-640-6. — ISBN 978-5-86218-638-3.
  2. Сен-Симон. Мемуары. 1707—1710 / пер. с франц. М.В. Добродеевой, изд. подгот. В.Н. Малов, М.В. Добродеева, М.А. Сидоренко, Л.А. Сифурова. В 3 книгах. Книга 2. — Москва: Ладомир, 2024. — (Памятники всемирной литературы). — 500 экз. — ISBN 978-5-86218-640-6. — ISBN 978-5-86218-639-0.
  3. Сен-Симон. Мемуары. 1707—1710 / пер. с франц. М.В. Добродеевой, изд. подгот. В.Н. Малов, М.В. Добродеева, М.А. Сидоренко, Л.А. Сифурова. В 3 книгах. Книга 3. — Москва: Ладомир, 2024. — (Памятники всемирной литературы). — 500 экз. — ISBN 978-5-86218-640-6. — ISBN 978-5-86218-641-3.